# Colfax (Dakota Północna)
Colfax – miasto w Stanach Zjednoczonych, w stanie Dakota Północna, w hrabstwie Richland.